# Blankenburg (Harz)
Blankenburg (Harz) es una ciudad en el distrito de Harz en el estado federado de Sajonia-Anhalt, Alemania. Está situada al norte de las montañas del Harz.

## Historia

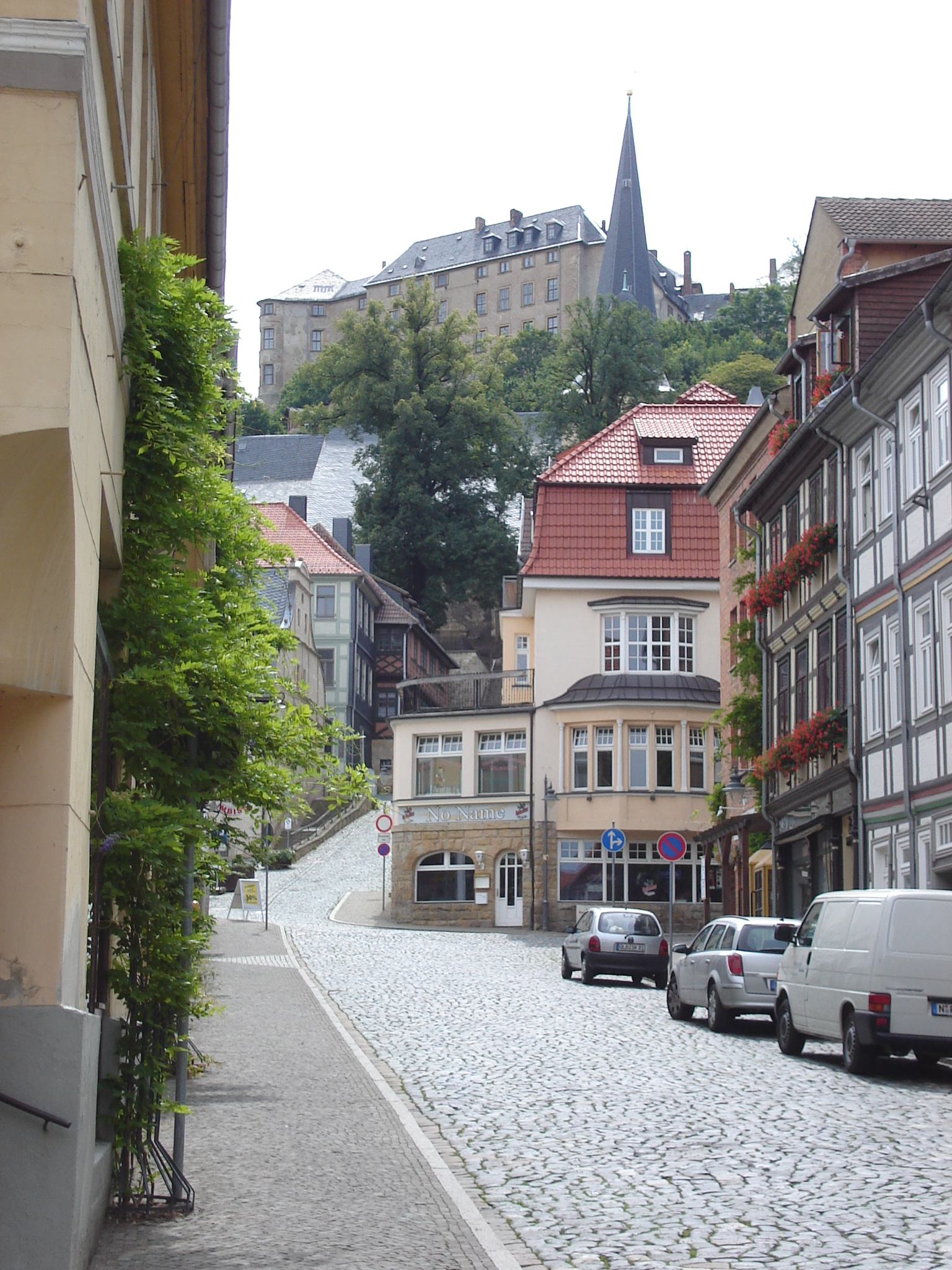
Calle de Blankenburg con vista del castillo.

Hay indicios de que la región estaba poblada desde la Edad de Piedra. La primera mención en documentos data de 1123. En 1180/82 la ciudad fue destruida por Federico I Barbarroja porque la ciudad había jurado lealtad exclusiva a Enrique el León. Blankenburg sufrió una segunda destrucción en 1386.
En 1625, durante la Guerra de los Treinta Años la ciudad fue sitiada y ocupada por Wallenstein. En el siglo XVII se convirtió en residencia secundaria de los duques de Brunswick-Luneburgo, lo que fomentó su desarrollo. En 1706 el Emperador José I de Habsburgo ascendió el condado de Blankenburg a Principado de Brunswick-Blankenburg a Rodolfo Luis de Bruswick-Luneburg. El rey exiliado de Francia Luis XVIII vivió en la ciudad entre agosto de 1796 y febrero de 1798.
Cuando Alemania fue dividida en zonas de ocupación por los aliados en 1945, la ciudad de Blankenburg quedó originalmente dentro de la zona británica, pero las fronteras de las zonas de ocupación fueron corregidas y Blankenburg pasó a ser parte de la RDA.
En Blankenburg han nacido el filósofo Oswald Spengler y Premio Nobel de Física Polykarp Kusch. El castillo de la ciudad es una de sus principales atracciones turísticas.